# Halv

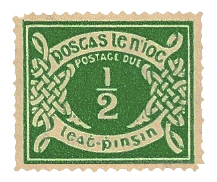
Frimärke från Irland år 1940.

En halv är det irreducibla bråk som ges genom att dela en av två (½), eller valfritt tal som det dubbla värdet; multiplikation med en halv är ekvivalent med division med två. Halv används oftast i matematiska ekvationer, recept, mätningar etcetera. Hälften kan också sägas vara en del av något som delas i två lika stora delar.
Exempelvis, arean S av en triangel beräknas
S = ½ × bas × vinkelrät höjd.
Ena halvan används också i formeln för beräkning av figurtal, såsom triangeltal och pentagontal.
½ × n [(s - 2) n - (4 - s)]
och i formeln för beräkning av magiska konstanter i magiska kvadrater
M2(n) = ½ × [n (n2 + 1 )].
Riemannhypotesen anger att varje icke-trivial komplex rot av Riemanns zetafunktionen har en riktig del lika med 1/2.
Ena halvan har två olika decimalutvecklingar, 0,5 och 0,499999999999… med oändligt antal nior i decimalutvecklingen. Den har liknande par decimalutvecklingar i varje talbas. Det är vanligt att felaktigt tro att dessa uttryck representerar distinkta tal: se bevis på att 0,999… är lika med 1 för detaljerad diskussion om ett relaterat fall.

## Etymologi
Från fornsvenska halver av ovisst ursprung, dokumenterat i svenska språket sedan 1523.

## Symboler
Symboler för halv är ◑ , ◐ , ▌, ▄ och ▀ .